# Borden Base Line

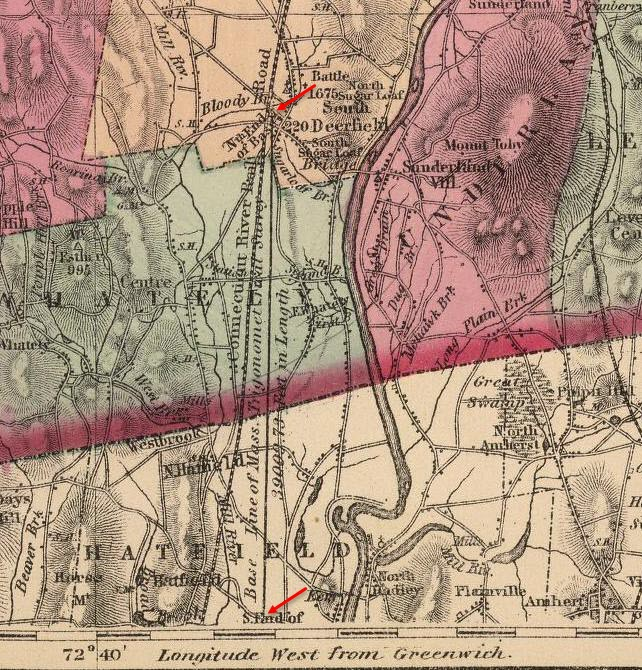
Ausschnitt der offiziellen Karte von Massachusetts von 1871. Die Enden der Borden Base Line sind mit roten Pfeilen markiert.

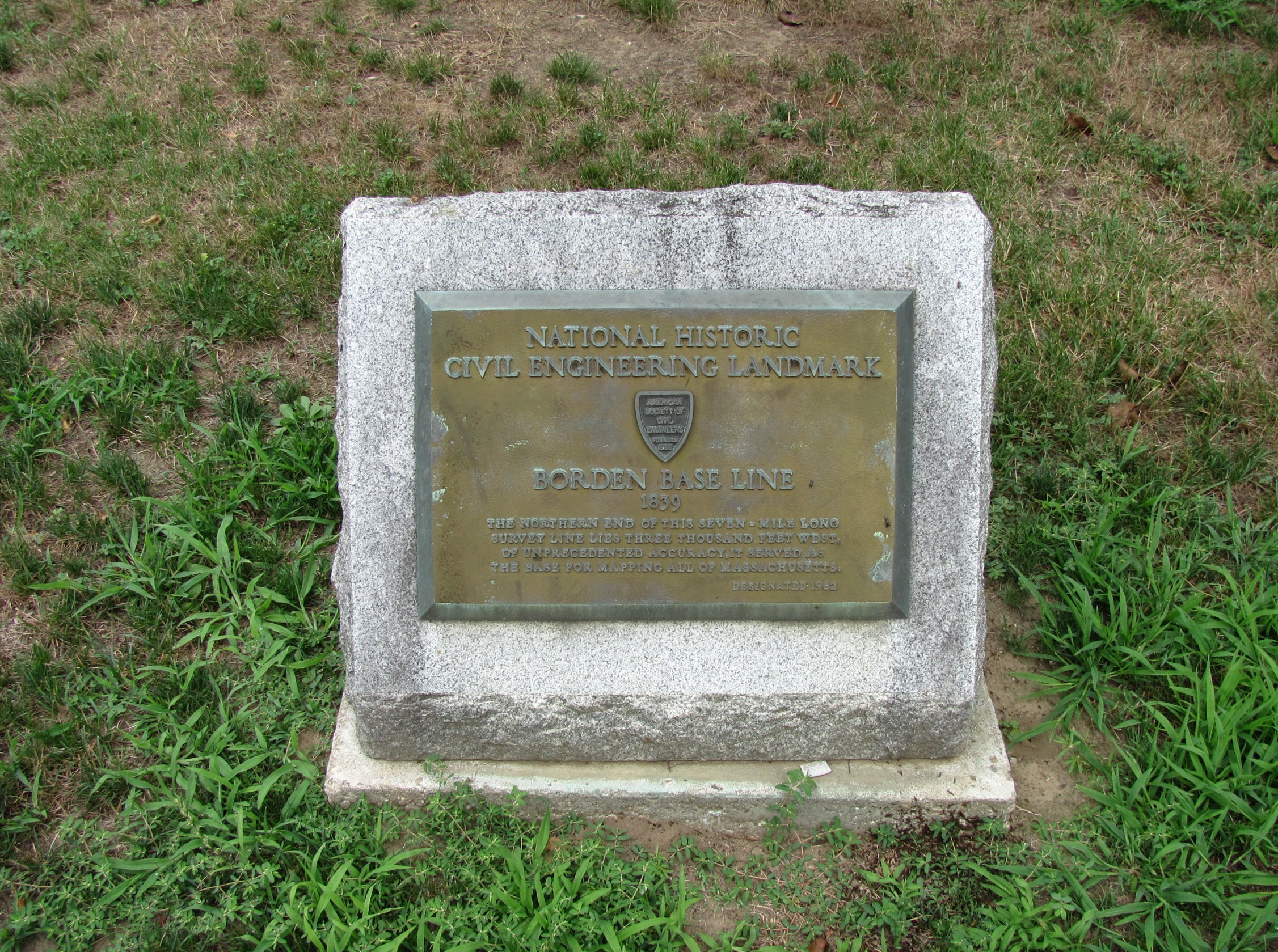
1982 aufgestellte Gedenktafel beim nördlichen Ende der Borden Base Line.

Die Borden Base Line ist eine 1831 in den USA im Bundesstaat Massachusetts angelegte Basislinie für die Vermessung. Die 39.009,78 Fuß (ca. 11.890 m) lange Linie verläuft zwischen Hatfield⊙ und South Deerfield⊙ und diente als Ausgangslinie für die anschließende Triangulation des Bundesstaates.  Sie gilt bis heute als herausragende Leistung der Präzisionsmessung und erlangte internationale Anerkennung, weshalb sie vom ASCE, der Vereinigung der amerikanischen Bauingenieure auf der Liste der Denkmäler der Ingenieurbaukunst gesetzt wurde.
Die Herausforderung bestand darin, trigonometrische Prinzipien anstelle der alleinigen astronomischen Beobachtung zu verwenden, um eine größere Genauigkeit bei der Vermessung großer Gebiete zu erreichen. Für die Vermessung war es notwendig, mit einer Basislinie zu beginnen, die mit größerer Genauigkeit gemessen wurde, als es zuvor möglich gewesen war. Diese Genauigkeit wurde durch die Verwendung eines neuen Messgeräts erreicht, das von dem Maschinenbau- und Bauingenieur Simeon Borden erfunden wurde.